# تالاستین
تالاستین(به انگلیسی: Talastine) (با نام تجاری Ahanon) یک آنتی‌هیستامین است.